# Walt Disney Platinum Editions
Walt Disney Platinum Editions (kallade Specialutgåvor i Sverige förutom Snövit och de sju dvärgarna), är en DVD-serie med de mest populära Disneyfilmerna genom åren. Den första filmen som släpptes var Snövit och de sju dvärgarna i oktober 2001. Egentligen var det tänkt att en film skulle släppas varje år på hösten från 2001 till 2010, men Snövit och Skönheten och Odjuret drog in så mycket pengar att Disney 2003 bestämde sig för att släppa två filmer varje år och att lägga till ytterligare fyra filmer. 

## Gamla utgivningsschemat
1. Snövit och de sju dvärgarna (2001)
2. Skönheten och Odjuret (2002)
3. Lejonkungen (2003)
4. Aladdin (2004)
5. Bambi (2005)
6. Djungelboken (2006)
7. Askungen (2007)
8. Den lilla sjöjungfrun (2008)
9. Lady och Lufsen (2009)
10. Pongo och de 101 dalmatinerna (2010)

## Nya utgivningsschemat
Observera att nedanstående utgivningsschema kan ändras när som helst.
| Nr  | Titel                         | Typ Dvd            | Typ Blu-Ray              | Svenska datumet                                   |
| --- | ----------------------------- | ------------------ | ------------------------ | ------------------------------------------------- |
| 1.  | Snövit och de sju dvärgarna   | 1-disc samt 2-disc | –                        | 17 oktober 2001                                   |
| 2.  | Skönheten och Odjuret         | 1-disc             | –                        | 13 november 2002                                  |
| 3.  | Lejonkungen                   | 2-disc             | –                        | 15 oktober 2003                                   |
| 4.  | Aladdin                       | 2-disc             | –                        | 20 oktober 2004                                   |
| 5.  | Bambi                         | 2-disc             | –                        | 23 februari 2005                                  |
| 6.  | Askungen                      | 1-disc             | –                        | 16 november 2005                                  |
| 7.  | Lady och Lufsen               | 1-disc             | –                        | 22 februari 2006                                  |
| 8.  | Den lilla sjöjungfrun         | 1-disc             | –                        | 15 november 2006                                  |
| 9.  | Peter Pan                     | 2-disc             | –                        | 7 mars 2007                                       |
| 10. | Djungelboken                  | 2-disc             | –                        | 17 oktober 2007                                   |
| 11. | Pongo och de 101 dalmatinerna | 2-disc             | –                        | 12 mars 2008                                      |
| 12. | Törnrosa                      | 2-disc             | 2-disc                   | 19 november 2008                                  |
| 13. | Pinocchio                     | 2-disc             | 2-disc                   | 4 mars 2009                                       |
| 14. | Snövit och de sju dvärgarna   | 2-disc             | 2-disc                   | 1 oktober 2009                                    |
| 15. | Dumbo                         | 1-disc             | 1-disc                   | 24 mars 2010                                      |
| 16. | Skönheten och Odjuret         | 2-disc             | 2-disc                   | 27 oktober 2010                                   |
| 17. | Bambi                         | 1-disc             | 1-disc                   | 9 mars 2011                                       |
| 18. | Lejonkungen                   | 1-disc             | 2-disc (inkl. dvd-skiva) | 21 september 2011 (Blu-Ray) 19 oktober 2011 (DVD) |
| 19. | Lady och Lufsen               | 1-disc             | 2-disc (inkl. dvd-skiva) | 21 mars 2012                                      |

## Olika utgåvor
I USA och Kanada har alla specialgåvor släppts på dubbeldisk. Bortsett från de äldre utgåvorna av Skönheten och Odjuret, Askungen, Lady och Lufsen, Den lilla sjöjungfrun samt Dumbo så har filmerna släppts som dubbeldisk även i Sverige.
Det har även utkommit specialutgåvor av Disneys övriga filmer, däribland Alice i Underlandet och Micke och Molle med flera. Dessa räknas dock inte in i serien Platinum Edition.